# Ea Trang
Ea Trang là một xã thuộc tỉnh Đắk Lắk, Việt Nam.
Xã Ea Trang có diện tích 260,93 km², dân số năm 2007 là 4.271 người, mật độ dân số đạt 16 người/km².